# Сполучення

Сполу́чення — особливе розташування об'єкта Сонячної системи (здебільшого, планети) відносно Сонця так, що їх екліптичні довготи для земного спостерігача рівні. У сполученні об'єкт візуально розташований на небі поряд із Сонцем. У разі сполучення Місяця можливі затемнення Сонця (якщо різниця екліптичних широт також мала).
Внутрішні планети Венера та Меркурій за один синодичний період двічі вступають у сполучення.
- Якщо планета розташована між Землею і Сонцем, настає нижнє (внутрішнє) сполучення. У таких випадках зрідка можливе проходження планети над диском Сонця;
- Якщо Сонце розташоване між планетою і Землею, сполучення називається верхнім (зовнішнім).

## Сполучення планет у 2015—2020

### 2015
| Дата       | Час UTC  | Планета  | Кутова відстань   | Планета | Розташування відносно Сонця |
| ---------- | -------- | -------- | ----------------- | ------- | --------------------------- |
| 05.01.2015 | 16:30:15 | Меркурій | 1° 40' на південь | Венера  | 16,1° на схід               |
| 19.01.2015 | 21:33:54 | Марс     | 14' на південь    | Нептун  | 36,4° на схід               |
| 01.02.2015 | 11:31:23 | Венера   | 50' на південь    | Нептун  | 23,8° на схід               |
| 21.02.2015 | 19:43:28 | Венера   | 28' на південь    | Марс    | 28,4° на схід               |
| 04.03.2015 | 19:30:15 | Венера   | 6' на північ      | Уран    | 30,8° на схід               |
| 11.03.2015 | 19:50:33 | Марс     | 17' на північ     | Уран    | 24,1° на схід               |
| 17.03.2015 | 23:40:08 | Меркурій | 1° 36' на південь | Нептун  | 19,1° на захід              |
| 08.04.2015 | 09:55:57 | Меркурій | 31' на південь    | Уран    | 1,8° на захід               |
| 23.04.2015 | 07:09:00 | Меркурій | 1° 23' на північ  | Марс    | 13,7° на схід               |
| 27.05.2015 | 15:20:33 | Меркурій | 1° 41' на південь | Марс    | 4,8° на схід                |
| 01.07.2015 | 14:17:16 | Венера   | 24' на південь    | Jupiter | 42,2° на схід               |
| 16.07.2015 | 04:29:03 | Меркурій | 8' на південь     | Марс    | 8,9° на захід               |
| 31.07.2015 | 19:47:59 | Венера   | 6° 26' на південь | Юпітер  | 19,5° на схід               |
| 5.08.2015  | 08:52:16 | Меркурій | 8° 11' на північ  | Венера  | 13,1° на схід               |
| 07.08.2015 | 04:04:09 | Меркурій | 35' на північ     | Юпітер  | 14,6° на схід               |
| 29.08.2015 | 05:18:53 | Венера   | 9° 25' на південь | Марс    | 21,3° на захід              |
| 17.10.2015 | 13:50:10 | Марс     | 24' на північ     | Юпітер  | 39,8° на захід              |
| 26.10.2015 | 08:14:32 | Венера   | 1° 04' на південь | Юпітер  | 46,4° на захід              |
| 03.11.2015 | 16:08:44 | Венера   | 42' на південь    | Марс    | 46,2° на захід              |
| 25.11.2015 | 12:33:25 | Меркурій | 2° 46' на південь | Сатурн  | 4,3° на схід                |

### 2016
| Дата       | Час UTC  | Планета  | Кутова відстань   | Планета | Розташування відносно Сонця |
| ---------- | -------- | -------- | ----------------- | ------- | --------------------------- |
| 09.01.2016 | 03:57:19 | Венера   | 5' на північ      | Сатурн  | 36,3° на захід              |
| 10.03.2016 | 22:12:11 | Меркурій | 1° 30' на південь | Нептун  | 10,9° на захід              |
| 20.03.2016 | 13:51:16 | Венера   | 32' на південь    | Нептун  | 20,1° на захід              |
| 31.03.2016 | 23:41:55 | Меркурій | 38' на північ     | Уран    | 8,3° на схід                |
| 22.04.2016 | 14:17:27 | Венера   | 52' на південь    | Уран    | 11,7° на захід              |
| 13.05.2016 | 20:49:07 | Меркурій | 26' на південь    | Венера  | 6,5° на захід               |
| 16.07.2016 | 17:39:09 | Меркурій | 32' на північ     | Венера  | 10,9° на схід               |
| 25.08.2016 | 17:52:42 | Марс     | 4° 23' на південь | Сатурн  | 97° на схід                 |
| 27.08.2016 | 04:57:57 | Меркурій | 5° 16' на південь | Венера  | 22,1° на схід               |
| 27.08.2016 | 21:47:56 | Венера   | 4' на північ      | Юпітер  | 22,3° на схід               |
| 11.10.2016 | 04:17:47 | Меркурій | 52' на північ     | Юпітер  | 11,5° на захід              |
| 30.10.2016 | 08:25:30 | Венера   | 3° 02' на південь | Сатурн  | 36,9° на схід               |
| 24.11.2016 | 00:38:02 | Меркурій | 3° 28' на південь | Сатурн  | 14,8° на схід               |

### 2017
| Дата       | Час UTC  | Планета  | Кутова відстань   | Планета | Розташування відносно Сонця |
| ---------- | -------- | -------- | ----------------- | ------- | --------------------------- |
| 01.01.2017 | 06:46:46 | Марс     | 1' на південь     | Нептун  | 58,7° на схід               |
| 13.01.2017 | 01:46:45 | Венера   | 25' на північ     | Нептун  | 47° на схід                 |
| 27.02.2017 | 08:20:34 | Марс     | 37' на північ     | Уран    | 43,1° на схід               |
| 04.03.2017 | 05:34:17 | Меркурій | 1° 08' на південь | Нептун  | 2,2° на захід               |
| 16.03.2017 | 23:21:32 | Меркурій | 9° 33' на південь | Венера  | 9,5° на схід                |
| 27.03.2017 | 05:55:27 | Меркурій | 2° 25' на північ  | Уран    | 16,7° на схід               |
| 28.04.2017 | 17:52:58 | Меркурій | 9' на південь     | Уран    | 13,4° на захід              |
| 07.05.2017 | 23:22:48 | Меркурій | 2° 14' на південь | Уран    | 21,8° на захід              |
| 02.06.2017 | 14:41:15 | Венера   | 1° 47' на південь | Уран    | 45,2° на захід              |
| 28.06.2017 | 18:17:30 | Меркурій | 47' на північ     | Марс    | 8,7° на схід                |
| 02.09.2017 | 00:07:46 | Меркурій | 4° 06' на південь | Марс    | 10,8° на захід              |
| 16.09.2017 | 18:23:28 | Меркурій | 3' на північ      | Марс    | 16,9° на захід              |
| 05.10.2017 | 13:25:48 | Венера   | 13' на північ     | Марс    | 23,4° на захід              |
| 18.10.2017 | 14:56:38 | Меркурій | 1° 01' на південь | Юпітер  | 6,4° на схід                |
| 13.11.2017 | 06:10:03 | Венера   | 17' на північ     | Юпітер  | 13,8° на захід              |
| 28.11.2017 | 09:36:06 | Меркурій | 3° 03' на південь | Сатурн  | 21,1° на схід               |
| 06.12.2017 | 11:29:41 | Меркурій | 1° 21' на південь | Сатурн  | 13,9° на схід               |
| 15.12.2017 | 16:04:48 | Меркурій | 2° 14' на північ  | Венера  | 5,9° на захід               |
| 25.12.2017 | 17:49:20 | Венера   | 1° 08' на південь | Сатурн  | 3,5° на захід               |

### 2018
| Дата       | Час UTC  | Планета  | Кутова відстань   | Планета | Розташування відносно Сонця |
| ---------- | -------- | -------- | ----------------- | ------- | --------------------------- |
| 07.01.2018 | 03:40:50 | Марс     | 13' на південь    | Юпітер  | 58,8° на захід              |
| 21.02.2018 | 14:19:55 | Венера   | 35' на південь    | Нептун  | 10,5° на схід               |
| 25.02.2018 | 10:07:00 | Меркурій | 29' на південь    | Нептун  | 6,9° на схід                |
| 05.03.2018 | 18:28:59 | Меркурій | 1° 24' на північ  | Венера  | 13,4° на схід               |
| 18.03.2018 | 01:16:29 | Меркурій | 3° 53' на північ  | Венера  | 16,4° на схід               |
| 29.03.2018 | 0:13:21  | Венера   | 4' на південь     | Уран    | 19° на схід                 |
| 02.04.2018 | 11:53:07 | Марс     | 1° 16' на південь | Сатурн  | 93,7° на захід              |
| 12.05.2018 | 21:01:21 | Меркурій | 2° 24' на південь | Уран    | 22,2° на захід              |
| 14.10.2018 | 15:20:14 | Меркурій | 6° 49' на північ  | Венера  | 15,8° на схід               |
| 30.10.2018 | 03:38:40 | Меркурій | 3° 16' на південь | Юпітер  | 21,3° на схід               |
| 07.12.2018 | 14:55:51 | Марс     | 2' на південь     | Нептун  | 88,3° на схід               |
| 21.12.2018 | 14:43:16 | Меркурій | 52' на північ     | Юпітер  | 20,1° на захід              |

### 2019
| Дата       | Час UTC  | Планета  | Кутова відстань   | Планета | Розташування відносно Сонця |
| ---------- | -------- | -------- | ----------------- | ------- | --------------------------- |
| 13.01.2019 | 10:48:09 | Меркурій | 1° 43' на південь | Сатурн  | 10,1° на захід              |
| 22.01.2019 | 05:47:42 | Венера   | 2° 26' на північ  | Юпітер  | 45,9° на захід              |
| 13.02.2019 | 20:06:54 | Марс     | 1° 03' на північ  | Уран    | 64,4° на схід               |
| 18.02.2019 | 13:54:15 | Венера   | 1° 05' на північ  | Сатурн  | 42,7° на захід              |
| 19.02.2019 | 11:09:52 | Меркурій | 46' на північ     | Нептун  | 15,1° на схід               |
| 22.03.2019 | 06:18:30 | Меркурій | 3° 24' на північ  | Нептун  | 13,5° на захід              |
| 02.04.2019 | 18:54:11 | Меркурій | 23' на північ     | Нептун  | 25,5° на захід              |
| 10.04.2019 | 03:52:24 | Венера   | 18' на південь    | Нептун  | 32,6° на захід              |
| 08.05.2019 | 08:12:50 | Меркурій | 1° 23' на південь | Уран    | 14,1° на захід              |
| 18.05.2019 | 08:12:13 | Венера   | 1° 09' на південь | Уран    | 23,2° на захід              |
| 19.06.2019 | 14:34:40 | Меркурій | 14' на північ     | Марс    | 24,4° на схід               |
| 07.07.2019 | 13:33:33 | Меркурій | 3° 50' на південь | Марс    | 18,4° на схід               |
| 24.07.2019 | 10:32:05 | Меркурій | 5° 43' на південь | Венера  | 5,8° на захід               |
| 24.08.2019 | 12:34:05 | Венера   | 19' на північ     | Марс    | 3,1° на схід                |
| 03.09.2019 | 10:44:25 | Меркурій | 42' на північ     | Марс    | 1,1° на захід               |
| 13.09.2019 | 21:35:21 | Меркурій | 20' на південь    | Венера  | 8,5° на схід                |
| 30.10.2019 | 08:29:03 | Меркурій | 2° 43' на південь | Венера  | 20,3° на схід               |
| 24.11.2019 | 14:00:35 | Венера   | 1° 24' на південь | Юпітер  | 26,2° на схід               |
| 11.12.2019 | 04:42:34 | Венера   | 1° 49' на південь | Сатурн  | 30° на схід                 |

## Парад планет у кінематографії
- У фільмі «2012» парад планет впливає на Сонце негативним чином, що призводить до жахливих катаклізмів на нашій планеті.
- У фільмі «Лара Крофт: Розкрадачка гробниць» парад планет має важливе сюжетне значення.
- У мультиплікаційному фільмі Геркулес компанії The Walt Disney Company парад планет дозволяє Аїду звільнити титанів.
- У 13-й серії 3-го сезону серіалу «Цілком таємно» «Парад планет» (або «Сизигії») дві дівчини, які народилися в один день, у який планети вишикувалися таким чином, що на подруг виявилася сфокусована вся енергія космічних сил і в них ніби вселився демон[2].
- У фільмі «Чаклунське кохання» «Чаклунське кохання[en]» парад планет є критичним моментом, до якого треба встигнути охрестити дитину, інакше вона назавжди потрапить під владу лихого чаклуна.